# 瑟夫里耶
瑟夫里耶（法語：Sevrier，法語發音：[səvʁije]；2017年之前拼作）是法国上萨瓦省的一个市镇，位于该省中西部，阿讷西湖西侧，属于阿讷西区。

## 地名
该地名曾经的官方拼写为带尖音符的“Sévrier”，《世界地名翻译大辞典》与《世界地名译名词典》也依其译作“塞夫里耶”。然而该地名的发音为[səvʁije]，当地拼写也为不带尖音符的“Sevrier”。2017年2月7日，该地名的官方拼写改为不带尖音符的“Sevrier”。

## 地理
瑟夫里耶（45°51'52"N, 6°8'23"E）面积12.65 平方千米，位于法国奥弗涅-罗讷-阿尔卑斯大区上萨瓦省，该省份为法国东部省份，历史上为薩伏依的一部分，北与瑞士接壤，西接安省，南至萨瓦省，东与瑞士和意大利接壤。
与瑟夫里耶接壤的市镇（或旧市镇、城区）包括：阿讷西、芒通圣贝尔纳、坎塔勒、圣若里奥、滨湖韦里耶。
瑟夫里耶的时区为UTC+01:00、UTC+02:00（夏令时）。

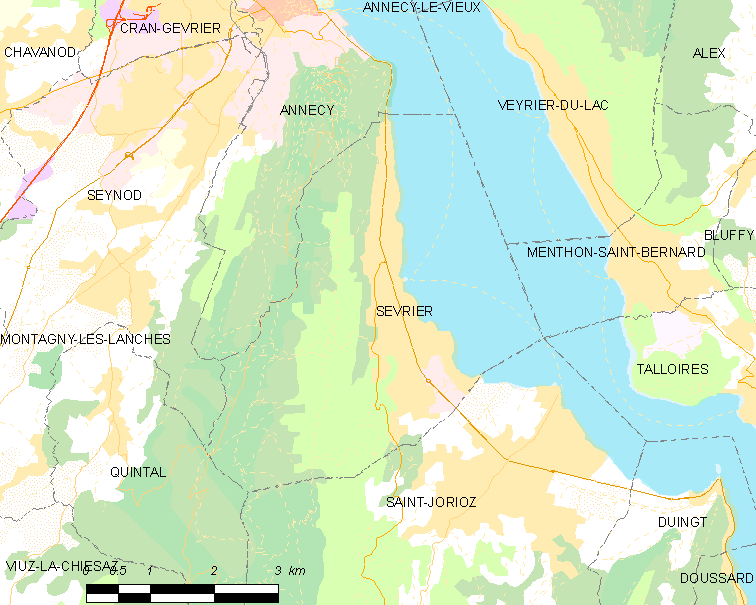
瑟夫里耶的OSM定位图

## 行政
瑟夫里耶的邮政编码为74320，INSEE市镇编码为74267。

## 政治
瑟夫里耶所属的省级选区为阿讷西第二县。

## 交通
上萨瓦省省道D1508线经过瑟夫里耶境内，有客运巴士前往省会阿讷西。

## 人口

1962-2008年间瑟夫里耶人口变化图示

瑟夫里耶于2022年1月1日时的人口数量为4324人。